# Minamoto no Yorimitsu
Minamoto no Yorimitsu  (源 頼光?), noto anche come Minamoto no Raikō, (948 – 29 agosto 1021) è stato un militare giapponese, uno dei primi membri del clan Minamoto del quale si ha notizia storica.
Figlio di Minamoto no Mitsunaka, insieme al fratello Yorinobu servì fedelmente il clan reggente dei Fujiwara e contribuì a mantenere l'ordine con la violenza. È conosciuto per aver represso i banditi del Monte Ōe. I suoi fedeli servigi gli fecero guadagnare il governorato della provincia di Izu e della provincia di Kozuke. Fu comandante della Guardia imperiale e segretario del Ministero della guerra. Quando suo padre morì ereditò la provincia di Settsu.
La figura storica di Yorimitsu si mescola con quella leggendaria della mitologia e del folklore giapponese. Yorimitsu appare nelle leggende di Kintarō, di Shuten Dōji e di Tsuchigumo. Raikō è spesso accompagnato da quattro leggendari samurai al suo servizio, conosciuti come Shitennō (i Quattro Re Celesti): Watanabe no Tsuna, Sakata no Kintoki, Urabe no Suetake e Usui Sadamitsu.